# Mesogona pallida
Mesogona pallida är en fjärilsart som beskrevs av Franz Dannehl 1929. Mesogona pallida ingår i släktet Mesogona och familjen nattflyn. Inga underarter finns listade i Catalogue of Life.